# Кюплю
Кюплю (на турски: Küplü) е село в Източна Тракия, Турция, Вилает Одрин. Околия Мерич.

## География
Селото се намира на 11 км югозападно от Мерич.

## История
В XIX век Кюплю е гръцко село в Узункьоприйска кааза в Одринския вилает на Османската империя. Според „Етнография на вилаетите Адрианопол, Монастир и Салоника“, издадена в Константинопол в 1878 година и отразяваща статистиката на населението от 1873 година, Купюлу (Kupouly) има 170 домакинства и 700 жители гърци.
Според статистиката на професор Любомир Милетич в 1913 година в Кюплю живеят 420 гръцки семейства.